# Profundulidae
La famiglia Profundulidae comprende 5 specie di pesci d'acqua dolce appartenenti al genere Profundulus.

## Distribuzione e habitat
Sono pesci diffusi nelle acque dolci dell'America centrale: Messico, Honduras e Guatemala.

## Descrizione
Presentano un corpo allungato, piuttosto compresso ai fianchi, con muscoloso peduncolo caudale e coda a delta piuttosto larga. La pinna dorsale è posizionata nella parte terminale del corpo, opposta e simmetrica a quella anale. Le dimensioni variano da 8 a 11 cm, a seconda della specie.

## Acquariofilia
Pur essendo pesci piuttosto rari e difficili da mantenere in habitat ideali, tutti i Profundulidi sono oggetto di interesse acquariofilo. Ciò è dovuto principalmente alle loro livree colorate con riflessi metallici.

## Specie
Un solo genere per 9 specie, questi i pesci appartenenti alla famiglia Profundulidae:
- Profundulus candalarius
- Profundulus guatemalensis
- Profundulus hildebrandi
- Profundulus kreiseri
- Profundulus labialis
- Profundulus mixtlanesis
- Profundulus oaxacae
- Profundulus portillorum
- Profundulus punctatus